# Џини Берлин
Џини Берлин (рођена као Џини Брет Меј; Лос Анђелес, 1. новембар 1949) америчка је филмска, телевизијска и сценска глумица и сценариста, кћерка Елејн Меј. Најпознатија је по улози у комедији Заводник из 1972. године, за коју је добила номинације за Оскара и Златни глобус за најбољу споредну глумицу. Касније је играла главну улогу у Sheila Levine Is Dead and Living in New York (1975), а глумила је у филмовима као што су Маргарет (филм) (2011), Скривена мана (филм) (2014), Café Society (2016 film), Фабелманови (2022), и Повредиш моја осећања (2023). Такође је глумила у минисерији The Night Of (2016), Amazon Prime серији Hunters (2020) и серији Наследници (2019–2023).

## Рани живот
Рођена у Лос Анђелесу, Калифорнија, Берлин је ћерка глумице, комичарке, сценаристе и редитељке Елејн Меј (рођена Берлин) и проналазача Марвина Меја. Елејн Меј је режирала Берлин у филму The Heartbreak Kid из 1972. године, због чега је освојила Златни глобус и номинацију за Оскара за најбољу споредну глумицу. Берлин је одабрала да користи дјевојачко презиме своје мајке за своје умјетничко име.

## Каријера
Берлин је дебитовала на екрану појављујући се у споредној улози у филму направљеном за телевизију In Name Only у главној улози као Eve Arden. Глумила је на њујоршкој сцени и почела да се појављује у бројним филмовима, укључујући Getting Straight (1970), The Strawberry Statement (1970),Move (1970), The Baby Maker (1970), Portnoy's Complaint (1971) и Bone.
Године 1972., улога Берлина у комедији The Heartbreak Kid коју је режирала њена мајка по сценарију Нила Сајмона, донела јој је Златни глобус и номинацију за Оскара за најбољу глумицу у споредној улози. Такође је освојила награду Националног друштва филмских критичара за најбољу споредну глумицу. У чланку за The New York Times Џона Груена је написао: „Штавише, сваки критичар је рекао да Џини изгледа, звучи и понаша се баш као њена мајка. Један критичар је чак рекао да је она много боља глумица од своје мајке... 'са правом крвљу која тече кроз њу.' У сваком случају, овај комад ће покушати да докаже да је Џини Берлин, која изгледа, прича и понаша се баш као Елејн Меј, у ствари, 23-годишња ћерка Елејн Меј, и особа за себе, иако .па, не може се порећи, она изгледа, звучи и понаша се баш као њена мајка.“
Године 1975. Берлин је играла главну улогу у романтичној комедији Sheila Levine Is Dead and Living in New York. Критичари нису добро прихватили филм: Стенли Ајхелбаум из новина San Francisco Examiner је приметио да је „Џини хладна и да њен унутрашњи сјај нема привлачност и магнетизам који су глумици потребни да би носила филм.” Берлин је имала главну улогу у "Старомодном убиству", епизоди NBC детективске драмске серије Колумбо. Берлин није поново глумила на филму или телевизији све до 1990. године, када се појавила и ко-написала сценарио за комично-драмски филм In the Spirit (film) у којем је њена мајка глумила заједно са Марлом Томас и Олимпијом Дукакис.
Берлин се појавио у бројним офф-Броадваи продукцијама 1990-их година. У Бродвејском театру дебитовала је у мајској представи After the Night and the Music 2005. године. Године 2012. појавила се у представи Other Desert Cities на Марк Тапер Форуму у Лос Анђелесу. Након дужег одсуства од више од деценије у филмовима, 2011. године играла је заједно у Margaret (2011 film), психолошком драмском филму са Аном Паквин. Добила је позитивне критике филмских критичара и номинована је за награду Националног друштва филмских критичара и Бостонског друштва филмских критичара за најбољу споредну глумицу. Касније се појавила у криминалистичком филму Пола Томаса Андерсона Скривена мана (филм) (2014) и романтичној комедији-драми Вудија Алена Café Society (2016 film).
Берлин је 2016. године добила позитивне критике за своју улогу тужиоца Хелен Вајс у ХБО-овој мини серији The Night Of.] Именована је као кандидат за Приметиме Емми награду за најбољу споредну глумицу у ограниченој или антологијској серији или номинацији за филм, али то није уродило плодом. Године 2018. играла је председницу Сједињених Држава у Хулу драмској серији The First, а следеће године је добила улогу Сид Пич, шефа ТВ станице Роис' Фок Невс-екуе у ХБО-овој драмској серији Наследници (ТВ серија). Године 2020. имала је понављајућу улогу у драмској серији Амазон Приме Видео Hunters играјући баку главног лика. Године 2022. глумила је у драмском филму о пунолетству Фабелманови у режији Стивена Спилберга.

## Филмографија

### Филм
| Година | Наслов                                       | Улога                  | Напомене                          |
| ------ | -------------------------------------------- | ---------------------- | --------------------------------- |
| 1970   | Getting Straight                             | Џуди Крамер            |                                   |
| 1970   | The Strawberry Statement                     | Дјевојка са клипбордом |                                   |
| 1970   | On a Clear Day You Can See Forever           | Дјевојка у сиротишту   |                                   |
| 1970   | Move                                         | Мајрна                 |                                   |
| 1970   | The Baby Maker                               | Шарлота                |                                   |
| 1972   | Portnoy's Complaint                          | Bubbles Girardi        |                                   |
| 1972   | Bone                                         | дјевојка               |                                   |
| 1972   | I figli chiedono perché                      |                        |                                   |
| 1972   | The Heartbreak Kid                           | Лајла Колодни          |                                   |
| 1973   | Why?                                         | наркоман               |                                   |
| 1975   | Sheila Levine Is Dead and Living in New York | Шејла Левајн           |                                   |
| 1990   | In the Spirit                                | Кристал                | Такође и косценариста             |
| 2011   | Margaret                                     | Емили                  |                                   |
| 2013   | Vijay and I                                  | Госпођа Короковски     |                                   |
| 2014   | Inherent Vice                                | Тетка Рит              |                                   |
| 2016   | Café Society                                 | Роуз Дорфман           |                                   |
| 2018   | The Boor                                     |                        | Кратак филм, сценариста и режисер |
| 2020   | Faraway Eyes                                 | Голди                  |                                   |
| 2022   | Фабелманови                                  | Хадаш Фабелман         |                                   |
| 2023   | You Hurt My Feelings                         | Џорџа                  |                                   |
| 2023   | I'll Be Right There                          | Грејс                  |                                   |
| 2025   | The Bride!                                   |                        | Снимање                           |

### Телевизија
| Година    | Наслов                 | Улога                   | Напомене                                  |
| --------- | ---------------------- | ----------------------- | ----------------------------------------- |
| 1969      | In Name Only           | Хедер                   | Телевизијски филм                         |
| 1971      | Two on a Bench         | Харијет                 | Телевизијски филм                         |
| 1976      | Columbo                | Џени Брандт             | Епизода: "Old Fashioned Murder"           |
| 2003      | Miss Match             | Риса Барбеко            | Епизода: "Matchmaker, Matchmaker"         |
| 2016      | The Night Of           | Хелен Вајс              | Минисерија                                |
| 2018      | The First              | Предсједник Сесил Бирке | Понављајућа улога, 3 епизоде              |
| 2019–2023 | Наследници (ТВ серија) | Сид Пич                 | Понављајућа улога, 8 епизоде              |
| 2019      | SMILF                  | Лилијан Витон           | Епизода: Sh*t Man, I've Literally Failed" |
| 2020–2023 | Hunters                | Рут Хајделбаум          | Понављајућа улога, 10 епизода             |

## Awards and nominations
| Година | Награда                                | Категорија                               | Продукција         | Резултат   |
| ------ | -------------------------------------- | ---------------------------------------- | ------------------ | ---------- |
| 1972   | National Society of Film Critics Award | Best Supporting Actress                  | The Heartbreak Kid | Освојено   |
| 1972   | New York Film Critics Circle Award     | Best Supporting Actress                  | The Heartbreak Kid | Освојено   |
| 1972   | Golden Globe Award                     | Best Supporting Actress - Motion Picture | The Heartbreak Kid | Номинација |
| 1972   | Academy Award                          | Best Supporting Actress                  | The Heartbreak Kid | Номинација |
| 2011   | Village Voice Film Poll                | Best Supporting Actress                  | Margaret           | Освојено   |
| 2011   | Boston Society of Film Critics         | Best Supporting Actress                  | Margaret           | Номинација |
| 2011   | National Society of Film Critics       | Best Supporting Actress                  | Margaret           | 2. мјесто  |
| 2011   | Indiewire Award                        | Best Supporting Performance              | Margaret           | 3. мјесто  |
| 2023   | Награде Удружења филмских глумаца      | Outstanding Cast in a Motion Picture     | The Fabelmans      | Номинација |